# José Antonio Martín (remero)
José Antonio Martín Martín (6 de octubre de 1970) es un deportista español que compitió en remo. Ganó una medalla de plata en el Campeonato Mundial de Remo de 2002, en la prueba de cuatro scull ligero.

## Palmarés internacional
| Campeonato Mundial | Campeonato Mundial | Campeonato Mundial | Campeonato Mundial  |
| Año                | Lugar              | Medalla            | Prueba              |
| ------------------ | ------------------ | ------------------ | ------------------- |
| 2002               | Sevilla (España)   | Medalla de plata   | Cuatro scull ligero |